# Hans-Johann Färber
Hans-Johann Färber, né le 20 avril 1947 à Šljivoševci, en Croatie, est un rameur concourant pour la République Fédérale d'Allemagne dans les années 1960-1970.
En 1967, il représente avec Udo Brecht le club Wetzlar 1880 au championnat d'Allemagne, en deux sans barreur. Les deux hommes s'imposent et, la même année, terminent troisièmes du championnat d'Europe. Ils s'associent aux champions d'Allemagne du deux avec barreur pour former un quatre avec barreur aux Jeux olympiques d'été de 1968, à Mexico, mais l'équipage ne parvient pas à se qualifier pour la finale et ne peut pas même participer à la finale B, en raison de problèmes de santé affectant deux rameurs. Le quatre avec barreur ouest-allemand modifie quelque peu son équipage en vue de se renforcer, stratégie payante : il s'impose au championnat du monde de 1970 et aux championnats d'Europe de 1969 et 1971. L'apogée de ce redoutable bateau, surnommé « Les quatre taureaux » en raison de la puissance des rameurs, invaincu plusieurs années, se situe aux Jeux olympiques d'été de 1972 à Munich : devant un public si nombreux que les barrières de sécurité ne peuvent le contenir, Färber, Berger, Bierl, Auer et le barreur Benter s'imposent aisément devant les Allemands de l'Est et les Tchécoslovaques. C'est le seul titre remporté par l'Allemagne de l'Ouest à Munich, l'Allemagne de l'Est en obtenant trois. Bien qu'il reste compétitif les années suivantes, le bateau ouest-allemand, dont l'équipage a été remanié mais toujours avec Färber, doit se contenter de médailles de bronze dans les grandes compétitions internationales : championnat du monde de 1974 à Lucerne, championnat du monde de 1975 à Nottingham et Jeux olympiques d'été de 1976 à Montréal. En revanche, il remporte encore des titres nationaux.
Bien que boucher de formation, Hans-Johann Färber est d'abord militaire de carrière avant de devenir entraîneur à Munich puis de travailler au zoo d'Hellabrunn au sein duquel il exercera des responsabilités importantes. Aujourd'hui retraité, il vit en Bavière. Il entraîne sa petite-fille Marie-Sophie Zeidler, née en 1999, qui a obtenu des médailles aux championnats du monde juniors en huit et en deux sans barreur. Son petit-fils Oliver Zeidler est champion du monde en skiff, en 2019 et en 2022. 